# Pitotova trubice

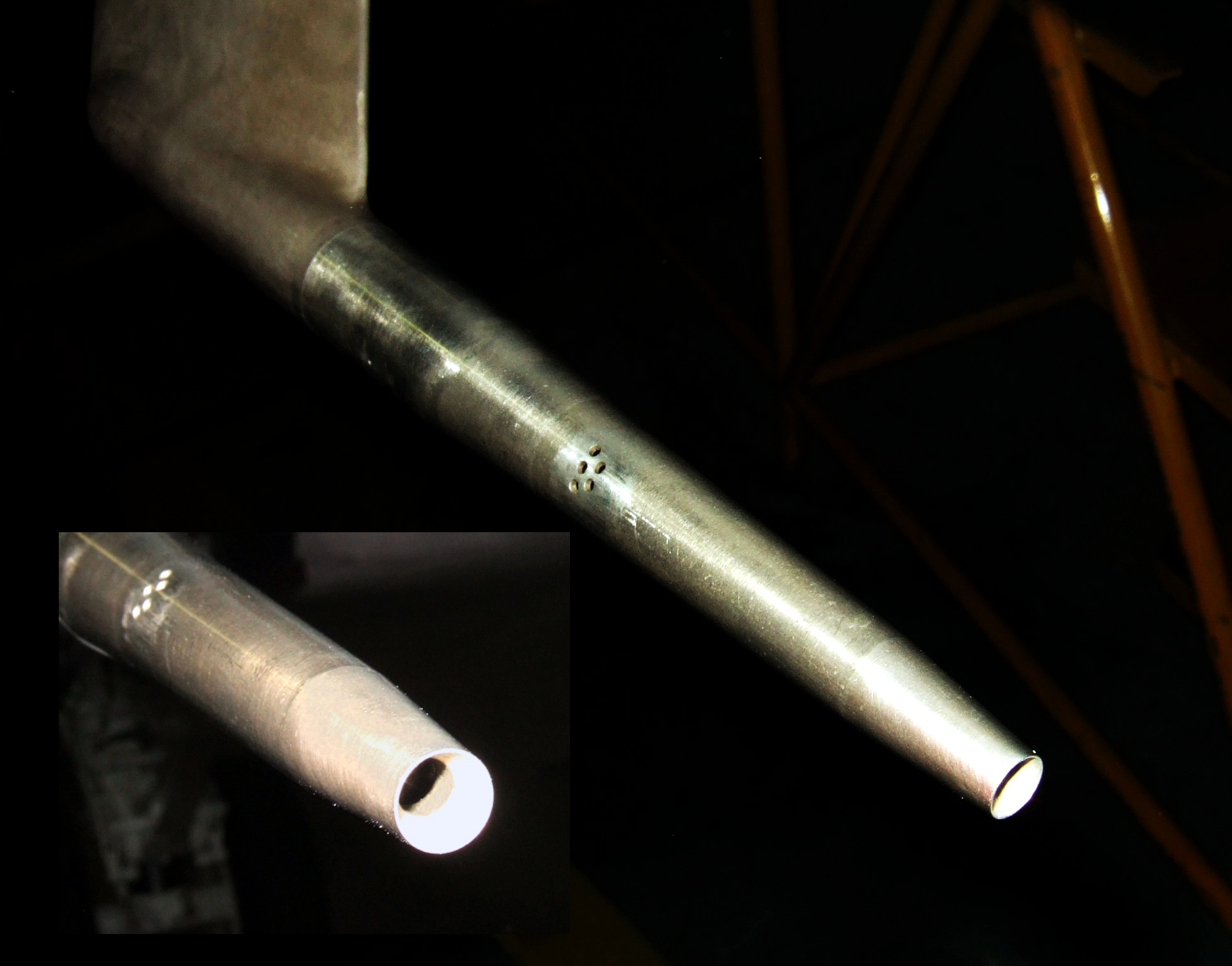
Pitotova trubice z letounu F/A-18 Hornet

Pitotova trubice je měřicí přístroj, který umožňuje měřit rychlost proudění média jeho převedením na tlak. Vynalezl ji počátkem 18. století Henri Pitot. Největší význam má používání její vylepšené varianty jako rychloměru u letadel, ale i měření rychlosti průtoku v průmyslových aplikacích.
Jedná se o spojení dvou trubic, každé s vodorovným a svislým ramenem. Vodorovné rameno první trubice má otvory do stran, takže hladina ve svislém rameni ukazuje výšku volné hladiny. Vodorovné rameno druhé trubice má otvor proti proudu, takže hladina ve svislém rameni ukazuje hydrodynamickou výšku. Rychlost proudící kapaliny (plynu) se určuje na základě rozdílu tlaků. Využívá se zde opět Bernoulliho rovnice pro proudění kapaliny, která je zákonem zachování energie. Kapalina má v místě ohnuté trubice nulovou rychlost, zatímco u rovné trubice má kapalina rychlost proudění. Svou energii si kapalina zachovává. Z Bernoulliho rovnice se pomocí rozdílu jednotlivých tlaků určí rychlost proudění.

## Důsledky zablokování trubice
Nejčastější poruchou rychloměrného systému bývá zablokování Pitotovy trubice. K tomu může běžně dojít při letu v námraze, proto bývají Pitotovy trubice většiny letadel vyhřívané. K zablokování však může dojít i hmyzem, špínou nebo zapomenutou ochrannou záslepkou. Pro pilota je v takové chvíli důležité si uvědomit, co se stane s jeho rychloměrem. Pitot-statický systém může mít různá konstrukční řešení, ale v principu vždy přivádí k přístroji dva rozdílné tlaky: celkový a statický. Přístroj pak určí dynamický tlak jako rozdíl celkového a statického a na základě toho indikuje rychlost letu, která je přímo úměrná dynamickému tlaku. Protože sonda celkového tlaku je otevřená směrem dopředu, dostává se při průletu mrakem nebo srážkami do systému i vlhkost. Aby se tato vlhkost mohla dostat z vedení celkového tlaku zase ven a nehrozilo tak zamrznutí systému, bývá na spodní straně kolena Pitotovy trubice malý drenážní otvor. Tento drenážní otvor je zároveň klíčem k chování rychloměru v případě zablokování sondy celkového tlaku. Pokud totiž dojde k zamrznutí nebo jinému zablokování otvoru Pitotovy trubice, bude vedení celkového tlaku odvětráno pouze drenážním otvorem a zůstane v něm pouze statický tlak. Protože na obou vstupech do rychloměru je nyní statický tlak, rychloměr ukazuje nulu. Když tedy rychloměr za letu z ničeho nic klesne na nulu, je to obvykle důsledkem zamrznutí nebo ucpání otvoru Pitotovy trubice. Pilot tak má jasný signál, že údaj rychloměru je nespolehlivý.
Složitější situace nastane, když je zablokovaný i drenážní otvor. K tomu dochází jen velmi ojediněle a spíš na zemi než ve vzduchu. Problém ale je, že na to pilot může přijít pouze při důkladné předletové prohlídce, protože za letu není tento problém zjevný. Máme-li tedy ucpaný drenážní otvor a za letu nám pak zamrzne vstupní otvor Pitotovy trubice, zůstane vedení celkového tlaku neprodyšně uzavřené s takovým vnitřním tlakem, jaký Pitotova trubice snímala v okamžiku, kdy zamrzla. Rychloměr tedy neklesne na nulu, ale zůstane na stejné hodnotě, bez ohledu na rychlost letu! Pilot tak může mít pocit že je vše v pořádku, protože nevidí na rychloměru žádnou změnu, jeho skutečná rychlost však může být úplně jiná a lehce může dojít k překročení jak maximální, tak i minimální rychlosti, s možnými katastrofickými následky. Toto nebezpečí je ještě umocněno v případě, kdy letadlo se zamrznutou Pitotovou trubicí stoupá nebo klesá. Protože vstup statického tlaku bývá mnohem odolnější proti vzniku námrazy, obvykle zůstane volný. Když se tedy mění výška letu, mění se i tlak ve statické části systému, zatímco tlak v zamrzlé dynamické části systému se nemění. Z rychloměru se tak stává de facto výškoměr. Pilot tak při stoupání vidí na rychloměru zvyšující se rychlost, což chce kompenzovat přitažením, až uvede letoun do pádu. Pokud k tomu dojde v nekoordinované zatáčce, může se velmi lehko ocitnout ve vývrtce. Naopak pilot při klesání se zamrzlou Pitotovou trubicí a ucpaným drenážním otvorem vidí na rychloměru klesající rychlost, což chce kompenzovat potlačením, v jehož důsledku může překročit maximální rychlost letadla s následnou destrukcí.
Zablokování Pitotových trubic a jím způsobené narušení funkce měření rychlosti je spojováno s několika velkými nehodami letadel, viz např. Let Aeroperú 603 a let Air France 447.